# Agatangel (patriarcha Konstantynopola)
Agatangel (ur. w latach 60. XVIII w., zm. 1832 w Adrianopolu) – grecki biskup prawosławny, być może pochodzenia bułgarskiego, patriarcha Konstantynopola w latach 1826–1830.

## Życiorys
Pochodził z okolic Adrianopola, według bizantynologa Iwana Sokołowa mógł pochodzić z rodziny miejscowych Słowian (Bułgarów). W młodości wstąpił do monasteru Iwiron na Athosie i tam został postrzyżony na mnicha. W 1800 wzmiankowany jest jako duchowny służący w greckojęzycznej parafii prawosławnej w Moskwie. W 1815 przyjął chirotonię biskupią i został metropolitą Belgradu. W tym charakterze brał udział w Zgromadzeniu Narodowym w listopadzie 1817, które ogłosiło Miłosza Obrenovicia księciem Serbii. Metropolita Agatangel zgodził się po tym wydarzeniu, by protoprezbiterem soboru w Belgradzie został, w miejsce Greka, kapłan pochodzenia serbskiego. Jako metropolita belgradzki Agatangel opłacił również wykonanie nowego ikonostasu do głównej cerkwi monasteru Ljubostinja oraz rozbudowę klasztorów Tuman i Kalenić.
Był jednym z najlepiej wykształconych greckich biskupów prawosławnych swoich czasów, biegle posługiwał się językami bułgarskim, tureckim, francuskim i rosyjskim.

### Podczas wojny o niepodległość Grecji. Patriarcha
W 1821 metropolita Agatangel został aresztowany przez Turków i uwięziony jako zakładnik w związku z trwającym powstaniem niepodległościowym Greków. Po czteroletnim uwięzieniu nie wrócił już do Belgradu, lecz objął w sierpniu 1825 katedrę chalcedońską. Rok później objął urząd patriarchy konstantynopolitańskiego, zastępując usuniętego z niego i zesłanego Chryzanta.
Jako patriarcha wydał kilka listów pasterskich w sprawach kanonicznych i społecznych (małżeństwo, chrzest, majątek cerkiewny, budowa szpitali, wyłączne prawo Patriarchatu Konstantynopolitańskiego do przygotowywania olejów do namaszczeń i święceń).
Po podpisaniu traktatu adrianopolskiego w 1829, gdy władze osmańskie rozpoczęły prześladowania ludności chrześcijańskiej, Agatangel wezwał Greków do odstąpienia od walki zbrojnej. Wystąpienie to zostało bardzo źle przyjęte przez Greków, którzy oskarżyli go o kolaborację z Turkami i prowadzenie antynarodowej polityki. Agatangela oskarżano również o to, że skarżył się sułtanowi na niektórych podległych sobie biskupów oraz na znacznych przedstawicieli greckiej społeczności w Konstantynopolu, zarzucano mu nieudolność w zarządzaniu Kościołem, przywłaszczenie sobie jego majątku i bezzasadne wtrącanie się w sprawy Patriarchatu Jerozolimskiego. W 1830 został usunięty z urzędu i zmuszony do wyjazdu do Adrianopola, gdzie zmarł dwa lata później.